# Italofília

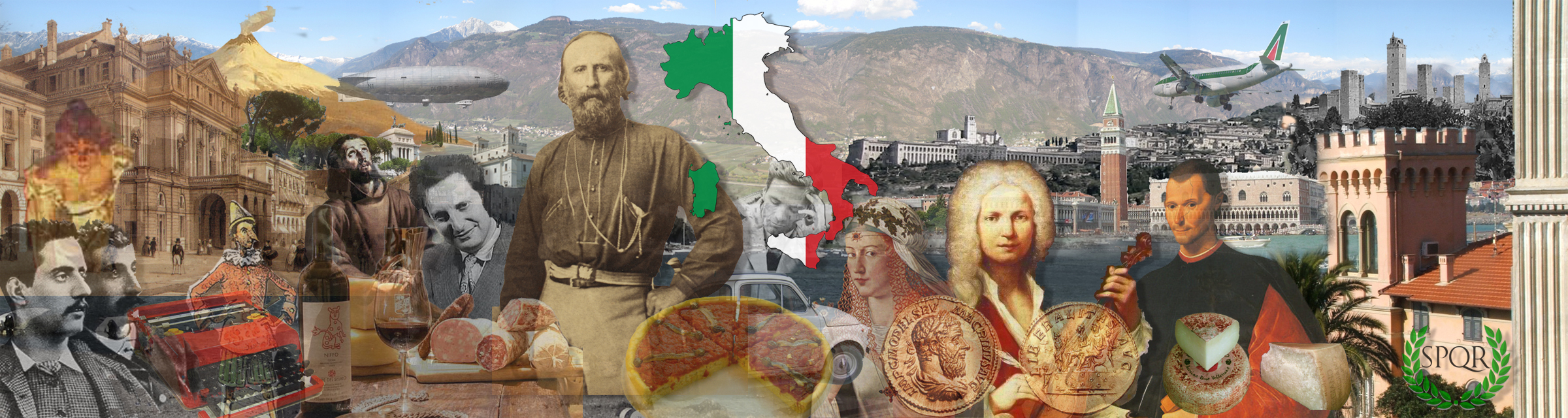
Símbols d'Itàlia, apreciats per tot el món pels italòfils.

La Italofília és l'admiració, estima i amor per Itàlia i la seva cultura, societat i desenvolupament.

## Característiques
La paraula històricament és usada principalment en dues àrees: a la política internacional i a la cultura. Actualment és molt usada també a l'àrea econòmica i a l'estil de vida.

## Història
Itàlia en l'antiguitat va ser identificada amb l'Imperi Romà, però des de l'edat mitjana la seva identificació va ser amb el Renaixement, creat i desenvolupat a Itàlia especialment dins els segles xiv, xv i xvi.
En efecte a Anglaterra la dinastia Hannover va promoure les arts i això va atreure molts artistes italians. Com a conseqüència a l'Anglaterra del segle de Shakespeare hi va haver una forma moderada d'italofília: el mateix William Shakespeare va ser un entusiasta admirador de la Itàlia del renaixement en diverses de les seves obres com Romeu i Julieta i El mercader de Venècia. L'acadèmic Lamberto Tassinari va arribar a declarar que Shakespeare tenia una «fascinació» amb Itàlia.
També a França n'hi va haver italofília durant el renaixement: Francesc I admirava Itàlia i va portar molts italians des d'artistes a jutges a la seva cort, com el mateix Leonardo da Vinci que li va donar la seva famosa Gioconda. El mateix va succeir a Espanya i a Portugal, on les corts van adoptar l'estil de vida italià: el Rei Joan II de Portugal va imitar els prínceps italians i les seves maneres refinades.
Durant el segle xviii, l'anomenat Grand Tour, durant el qual era visitada Itàlia per part dels nobles i dels burgesos enriquits d'Europa, que apreciaven molt l'arquitectura i la música italiana, com Goethe i Mozart. Al segle xix hi va haver molta simpatia per Itàlia i la seva unificació política: John Ruskin i la mateixa reina Victòria del Regne Unit –que admirava l'òpera italiana– van ser moderats italòfils que van apreciar Giuseppe Garibaldi i els italians. Durant el feixisme van ser diversos els líders polítics que van mostrar italofília, modelant els seus règims segons el de Mussolini: Adolf Hitler (Alemanya), Francisco Franco (Espanya) i António de Oliveira Salazar (Portugal) van ser admiradors d'Itàlia. Perón va ser el més famós d'aquests seguidors a l'Amèrica Llatina: el crític Carlos Fayt va afirmar que el peronisme va ser una «implementació argentina del feixisme italià».

## Italofília contemporània
Després de la Segona Guerra Mundial, Itàlia va gaudir d'un desenvolupament econòmic enorme i està sent admirada per moltes raons. Entre les més famoses són els cotxes Ferrari - Maserati i el disseny italià. Ferrari és una de les raons del desenvolupament de la italofília actual.

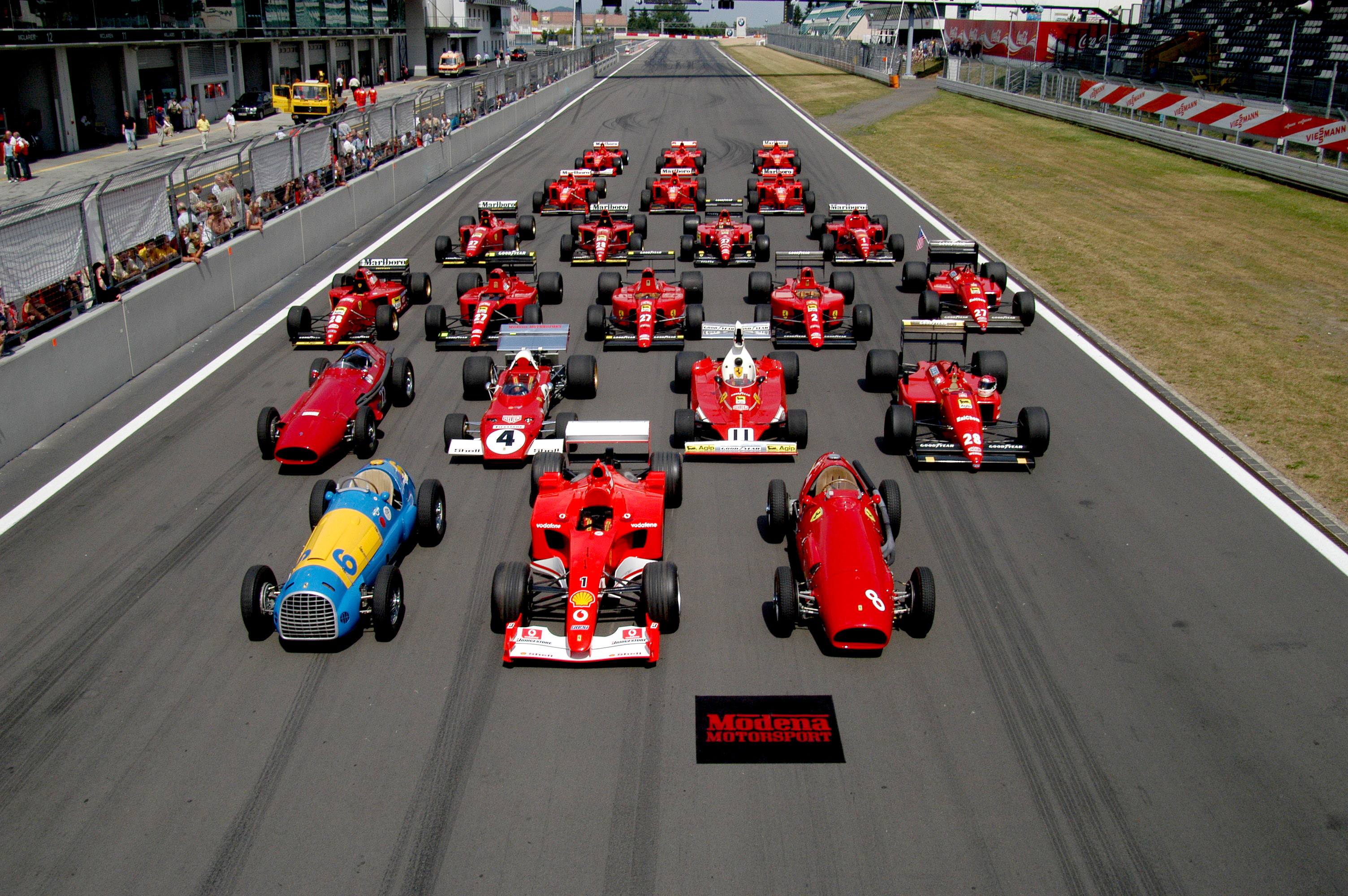
Vint-i-dos cotxes de Fórmula 1 usats per Ferrari al llarg de la seva història.

La moda italiana és admirada a tot el món: marques com Gucci i Benetton són imitades per molts dissenyadors des de la Xina a l'Amèrica Llatina. De fet, molts italòfils en el món compren de les principals cases de moda italianes com Armani, Valentino, Prada, Dolce & Gabbana, Ferragamo, Versace i Fendi.
Un important símbol d'italofília en el món és l'apreciació per la cuina italiana. Per exemple, la pizza napolitana és considerada com l'aliment més universal a la societat occidental contemporània: a Ciutat de Nova York (EUA) i São Paulo (Brasil) es consumeixen un milió de pizzes tots els dies.
A més a més un dels millors indicadors d'italofília es pot trobar als 44 milions de turistes que visiten Itàlia cada any. Molts d'ells venen a Itàlia perquè el país és la llar de 47 Patrimonis de la Humanitat de la UNESCO, més que qualsevol altre país del món. Giorgio Silvestri –director de la "'Assemblea Legislativa della Ligúria– ha calculat que n'hi ha prop de 250 milions de italòfils en el món.